# PowerPC G4

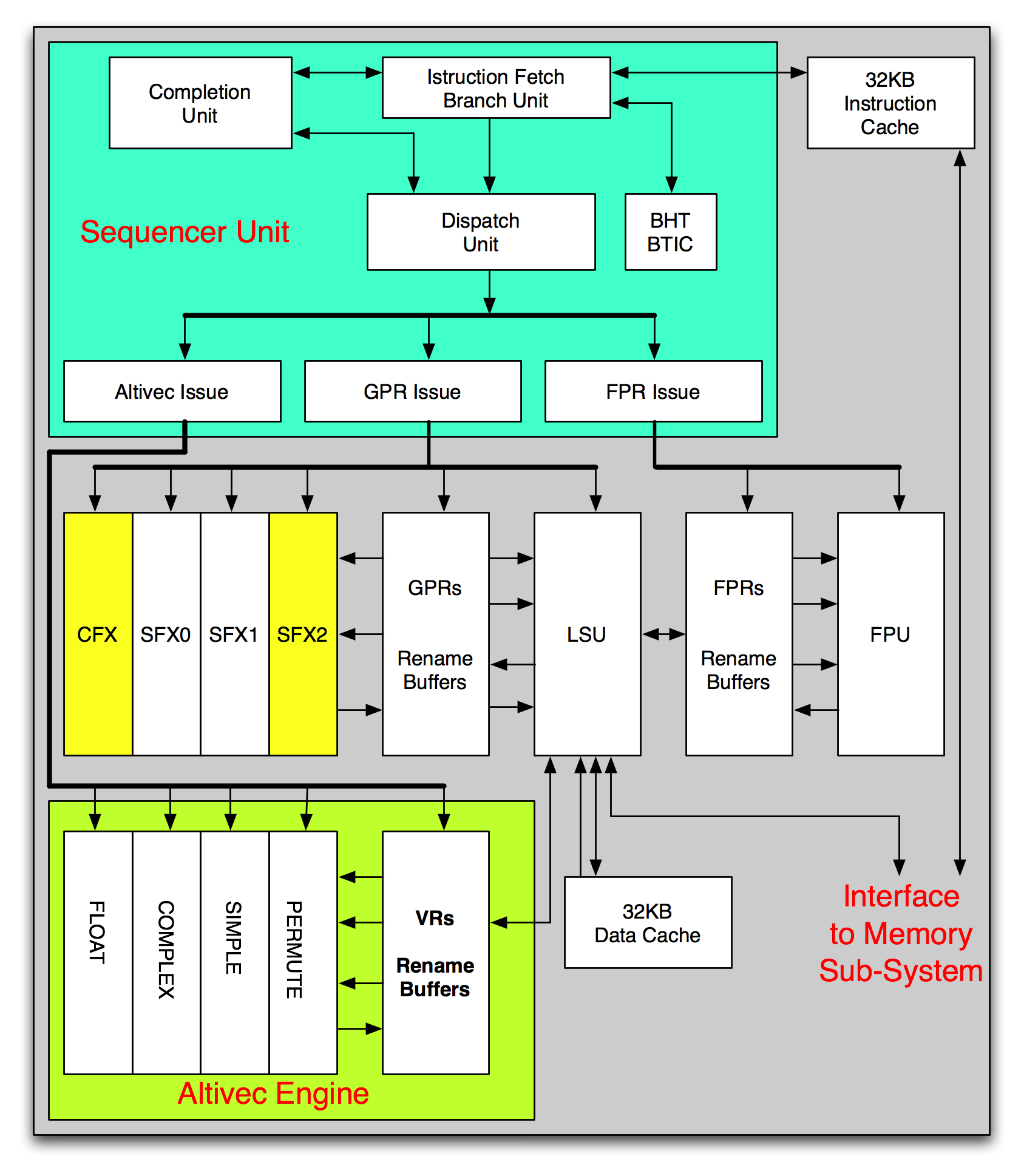
Diseño del PowerPC G4e.

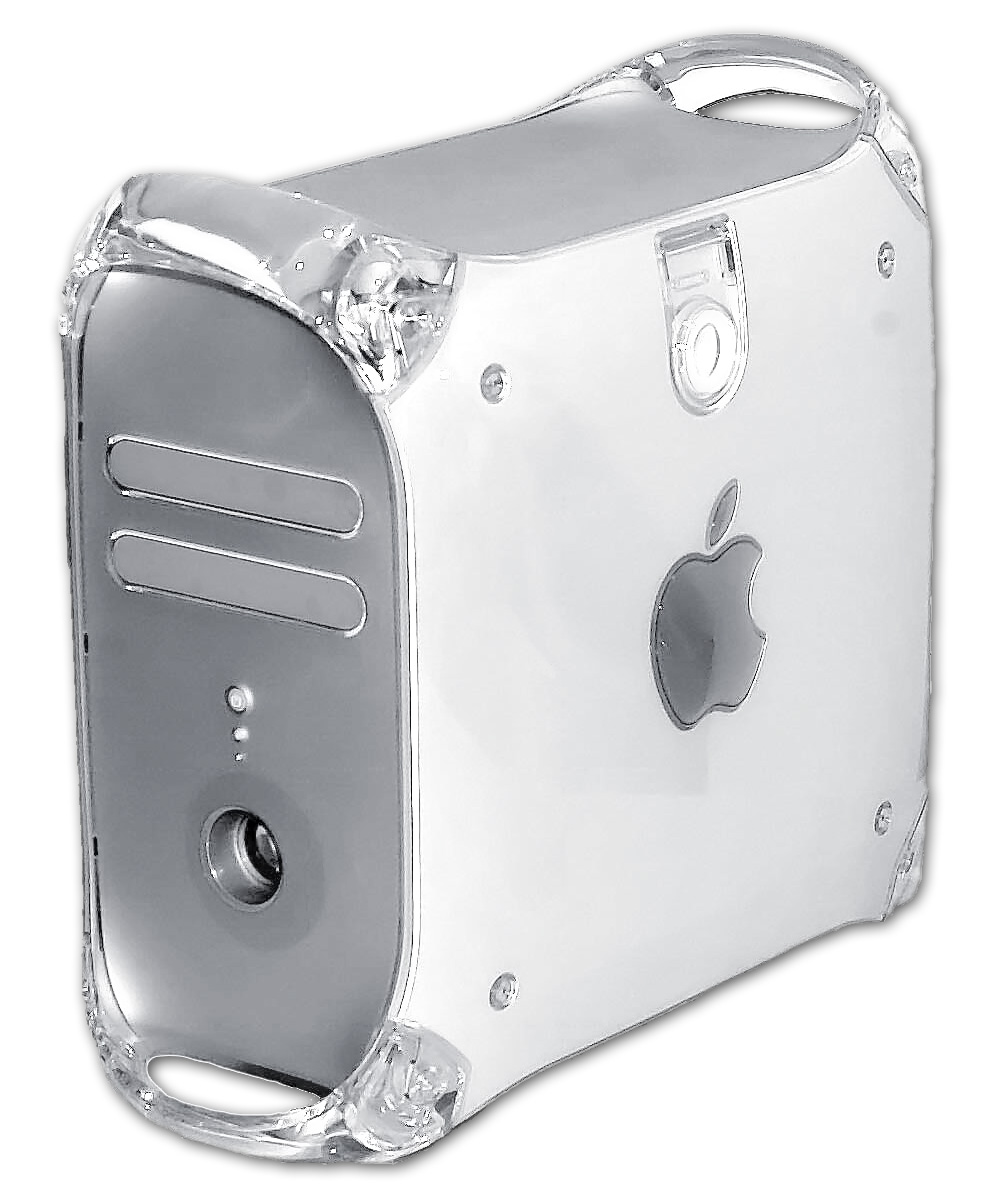
Apple Power Mac G4.

PowerPC G4 es una designación usada por Apple Computer para describir la cuarta generación de microprocesadores PowerPC de 32 bits. El término conduce, a menudo, a pensar que se trata de un modelo físico de procesador cuando en realidad se refiere a varios procesadores de Freescale (división de semiconductores de Motorola).
Tales designaciones fueron aplicadas a los ordenadores de Apple Macintosh tales como el ordenador portátil PowerBook G4, el iMac G4, el Power Macintosh G4 de escritorio y el Xserve. Esta generación de procesadores también fue utilizada por Apple en modelos recientes de eMac, del Mac mini y del portátil iBook de tercera generación. Fue sustituido por el PowerPC G5 en los PowerMac, iMac y Xserve y por el intel Core en MacMini y los portátiles. 
Las CPUs PPC G4 también se encuentran en varios ordenadores tipo Amiga, como los Pegasos de Genesi.
Además de en ordenadores también se utiliza en sistema embebido dentro de routers, switch, etc 

## PowerPC 7400
El primer modelo de procesador para utilizarse en sistemas denominados como G4 era el Motorola PowerPC 7400 (con el nombre en código "MaX"), apareció al final del verano de 1999 con velocidades que se extendían desde 350 a 500 MHz. Este procesador contenía 10.5 millones de transistores, usando en el proceso de fabricación la tecnología de 0.20m HiPerMOS6 de Motorola. El tamaño final del procesador es de 83 mm2 y tenía interconexiones realizadas en cobre.
Motorola había prometido a Apple que tendría piezas a una velocidad de hasta 500 MHz, pero los rendimientos resultaron demasiado bajos al principio. Esto forzó a Apple a retirar la publicidad 500 MHz de los modelos PowerMac G4. La serie Power Mac se degradó bruscamente de 400, 450, y 500 MHz  a 350, 400 y 450 MHz mientras se subsanaban los problemas con el chip. El incidente generó una grieta en la relación de Apple-Motorola, y al parecer causó que Apple solicitara ayuda de IBM para obtener los rendimientos de la producción en la línea de serie del Motorola 7400. El modelo de 500 MHz se reintrodujo el 16 de febrero de 2000.

### Diseño
Gran parte del diseño del 7400 fue hecho por Motorola en estrecha colaboración con alianza AIM, International Business Machines, el segundo miembro de la alianza, aparentemente tuvo desacuerdos referentes a una unidad de procesamiento de vectores en el chip por lo que IBM en cooperación con AIM desarrolló su propia versión del microprocesador bajo las series PowerPC 7XX. En última instancia, el diseño de la arquitectura G4 contuvo una unidad de proceso de vectores de 128-bit denominada por Motorola AltiVec mientras que la comercialización de Apple lo denominaba "Velocity Engine".
Con la unidad de AltiVec, el microprocesador 7400 puede hacer operaciones matemáticas de cuatro vías en coma flotante de simple precisión, o un byte de 16 vías en un solo ciclo. Además, la unidad de proceso de vectores es sobreescalable, y puede hacer dos operaciones de vector al mismo tiempo. Comparado con los microprocesadores x86 de Intel de entonces, esta característica ofrecía una mejora sustancial en el funcionamiento de las aplicaciones diseñadas para aprovecharse de la unidad de AltiVec.
Además, los 7400 disponen de soporte para multiprocesamiento simétrico (SMP) y una Unidad Aritmético-Lógica de 64-bit, derivada en parte de las ALU de las series 604. Las series 603 tenían ALUs de 32-bit, que tardaban dos ciclos de reloj en lograr el resultado de una operación aritmética de 64-bit en coma flotante.
La unidad en coma flotante (FPU) en los 7400 también fue tomada de un CPU anterior, el 604, porque era un 25 % más rápido por reloj que el FPU en la CPU 750(G3). Mientras el bus del MPX utilizado en las series 7400 es de 167 MHz FSB, el bus es tal que las unidades de vector (que procesa AltiVec) nunca se quedan sin datos, como algunos habían dicho erróneamente.

## PowerPC 7410
El PowerPC 7410 "Nitro" es una versión de bajo consumo del 7400, el proceso de fabricación es de 180 nm en lugar de los 200 nm. Al igual que el 7400 tiene 10,5 millones de transistores. Se estrenó en el PowerBook G4, el 9 de enero de 2001.
El chip añadido la posibilidad de utilizar la totalidad o la mitad de su caché como memoria no-caché de alta velocidad asignada al espacio de direcciones físicas del procesador según lo deseado. Esta característica fue utilizada por los proveedores de sistemas integrados, tales como Mercury Computer Systems.

## PowerPC 7450
El PowerPC 7450 "Voyager" / "V'Ger", fue el único gran rediseño del procesador G4. 
Al chip de 33 millones de transistores se le añadieron dos etapas pipeline adicional a las cuatro etapas del 7400 para aumentar la velocidad de reloj, 256 kB de caché L2 en el chip, y se presentó una memoria caché L3 externa (hasta 2 MB). La unidad de AltiVec se mejoró con el 7450, en lugar de enviar una instrucción permutada y una instrucción por ciclo VALU al igual que sus predecesores, el 7450 y los siguientes procesadores de Motorola / Freescale- pueden enviar dos instrucciones arbitrarias AltiVec simultáneamente. 
El Power Mac G4 fue introducido con 733 MHz el 9 de enero de 2001. Motorola siguió con una unidad interna provisional, el 7451, con nombre en código "Apollo 6", al igual que el 7455.
Las mejoras en el diseño 745x le dio apodos como G4e o G4 +, pero estos nunca fueron de las denominaciones oficiales.

## PowerPC 7445 7455
El PowerPC 7455 "Apolo 6" se introdujo en enero de 2002. Vino con un amplio bus de memoria caché de 256 bits en el chip, y fue fabricado con el proceso de 0,18 micras de Motorola HiPerMOS con interconexiones de cobre y SOI. Fue el primer procesador para los ordenadores de Apple que superó la barrera de 1 GHz. El 7445 es el mismo chip, sin la interfaz de memoria caché L3. El 7455 se utiliza en el G4 AmigaOne XE.

## PowerPC 7447 y 7457

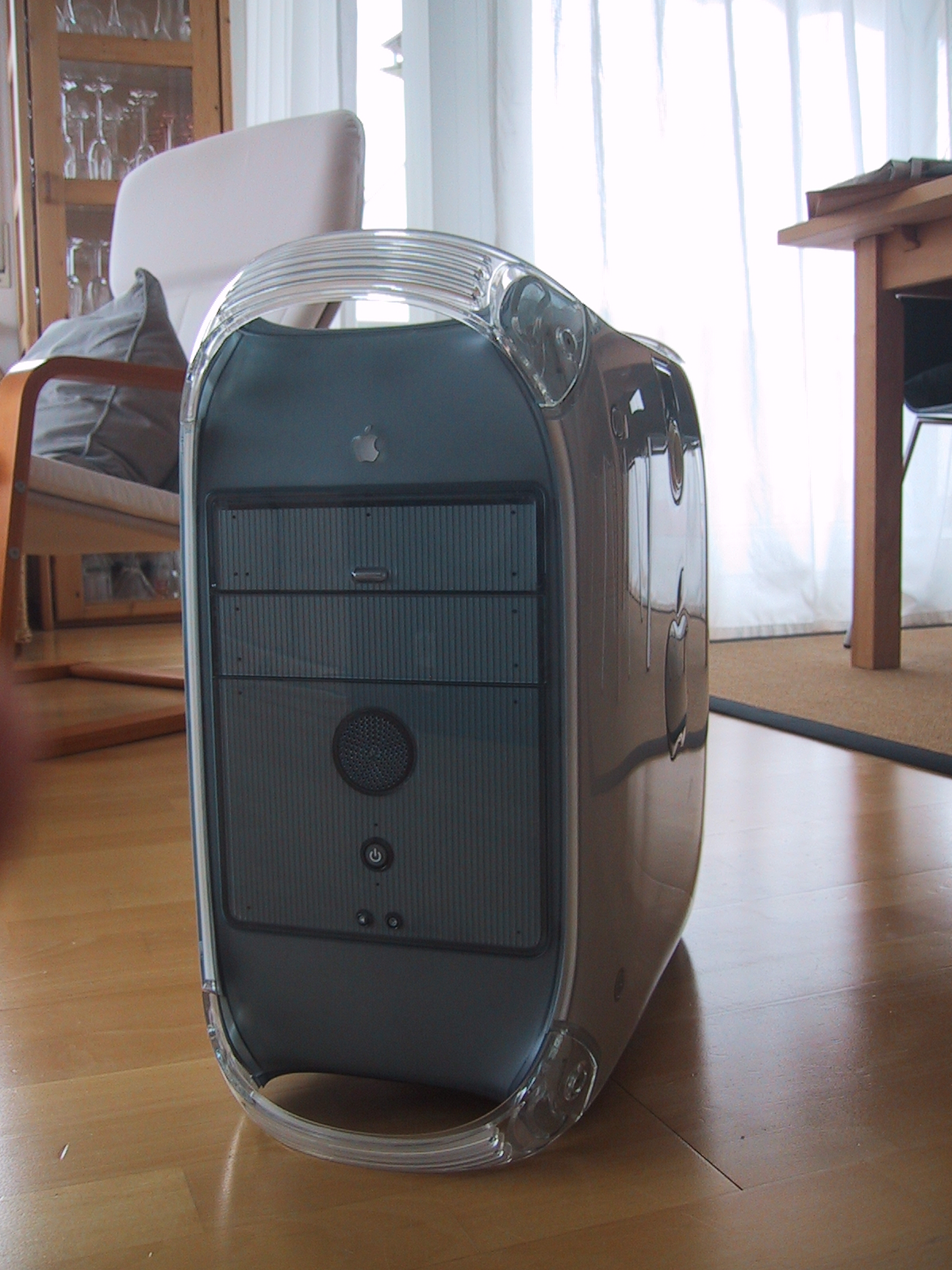
Apple G4

El PowerPC 7447 también conocido por su nombre de proyecto "Apolo 7" es ligeramente mejor que el 7450/55, tiene una caché de L2 de 512 kB  en el chip y se fabricó con un proceso de 130 nm con SOI, por lo tanto, consume menos energía. Cuenta con 58 millones de transistores. El 7447A, que introdujo un diodo térmico integrado, así como DFS (escalado dinámico de frecuencia) Freescale pudo llegar a unas frecuencias de reloj ligeramente superiores. El 7457 tiene una interfaz  caché L3 adicional. Sin embargo, el escalado de frecuencia se anuló cuando Apple decidió usar el 7447 en lugar de la memoria caché L3-7455 que usaban antes.
Las únicas empresas que ofrecían el 7457 en forma de mejoras para el Power Mac G4 y Power Mac G4 Cube son Giga Designs, Sonnet Technology, Daystar Technology (que utilizan el 7457 solo para las actualizaciones del iMac G4 ) y PowerLogix. La plataforma informática Pegasos de Genesi también utiliza el 7447 en su Pegasos-II/G4.

## PowerPC 7448
El PowerPC 7448 "Apolo 8" es una evolución del PowerPC 7447A anunciado en el primer Forum de Freescale Technology en junio de 2005. Las mejoras introducidas fueron mayores velocidades de reloj (hasta 2 GHz), una mayor caché L2 de 1 MB, un bus frontal más rápido de 200 MHz, y menor consumo de energía (18 W a 1,7 GHz). Se fabricaba en un proceso de 90 nm con interconexiones de cobre y SOI.
Las empresas que usan PowerPC 7448 son:
- Daystar por sus actualizaciones de aluminio PowerBook G4
- NewerTech para sus actualizaciones de Power Mac G4
- PowerLogix por su poder de actualización Mac G4 Cube

## e600
En 2004, Freescale cambió el nombre del procesador G4 a E600 y cambió su enfoque desde las CPUs generales a los dispositivos integrados SoC de gama alta, e introdujo un nuevo esquema de nombres, MPC86xx. El 7448 iba a ser el último G4 puro y paso a formar la base del nuevo procesador E600 con siete etapas, tres números de pipeline, y una unidad de predicción de gran alcance que maneja hasta dieciséis instrucciones fuera-de-orden. También tiene una mayor unidad de AltiVec capaz de limitar la ejecución de  "fuera de orden" y una caché L2 de 1 MB.